# Ansaldo MIAS
La Motomitragliatrice d'assalto MIAS fu un prototipo di veicolo blindato sviluppato dalla Ansaldo SA negli anni trenta. Figlio di un'epoca di continue sperimentazioni, questo piccolo mezzo corazzato rimane uno dei tentativi di realizzare un veicolo che fosse economico e allo stesso tempo efficiente sul campo di battaglia. È considerato da molti il mezzo corazzato più piccolo mai progettato.

## Storia
Gli anni trenta sono noti come periodo di sperimentazioni di ogni genere in ambito militare, e i veicoli corazzati non fanno eccezione. La Motomitragliatrice blindata d'assalto MIAS nasce sulla scia di quest'epoca pionieristica, figlio della concezione a quel tempo ormai superata di un conflitto immobile come la grande guerra, permettendo ai soldati di avere uno sorta di "scudo cingolato" che li proteggesse durante l'attraversamento della terra di nessuno. La Ansaldo sviluppò su base autonoma il progetto e creò alcuni prototipi. Il veicolo non venne mai prodotto in serie.

## Tecnica
Il MIAS, lungo poco più di un metro ed aperto posteriormente, era composto da piastre di acciaio "scudo" (acciaio balistico) fissate tra loro tramite chiodatura, in grado di resistere frontalmente al proietto perforante Mauser SMK da una distanza massima di 50 metri con angolo di impatto 90°, mentre ai lati, con le medesime condizioni al proiettile standard del Carcano Mod. 91. La parte superiore era chiusa da un portello regolabile in altezza incernierato anteriormente, per permettere anche ai conducenti di statura più alta di condurre il mezzo agevolmente. La Motomitragliatrice era mossa da un motore di derivazione motociclistica, il monocilindrico Frera 250 cm³ alimentato a benzina e raffreddato ad aria, in grado di sviluppare 5 hp al regime di 3000 giri al minuto. Il motore era dotato di un cambio con due rapporti in avanti più una retromarcia, in grado di portare il veicolo ad una velocità massima di 4,97 km/h in avanti e 2,2 km/h a marcia indietro. Lo sterzaggio era garantito da un differenziale ad ingranaggi conici. Il treno di rotolamento era composto di maglie di acciaio ad alta resistenza di egual dimensione che si ingranavano sulla ruota motrice anteriore attraverso alette di guida poste al di sotto della cingolatura. La tensione veniva regolata dalla ruota di rinvio che, collegata ad un apposito dispositivo composto da un'asta filettata, veniva spostata avanti o indietro semplicemente ruotando un dado con una chiave, fino al raggiungimento della giusta tensione.
L'armamento nella versione MIAS era composto da due mitragliatrici leggere Scotti cal. 6,5 su affusto binato, ancorate sulla piastre frontali su di una scudatura mobile con un alzo di 14" ed una depressione di 10", con un brandeggio orizzontale di 20" totali. La scorta di proiettili a bordo era composta da 40 caricatori per un totale di un migliaio di colpi.

### Il "MORAS"
Fu prodotto un altro prototipo di una versione che differiva dal MIAS soltanto per l'armamento, non più composto da mitragliatrici ma bensì dal mortaio tiro rapido Brixia mod. 35, a quel tempo appena entrato in produzione. Il "Moto-mortaio blindato d'assalto", poteva trasportare 50 proietti esplosivi con relative cariche di lancio.